# Arteria temporalis profunda
Die Arteria temporalis profunda („tiefe Schläfenarterie“) ist ein Blutgefäß des Kopfes in der Tiefe der Schläfe. Beim Menschen sind gewöhnlich zwei tiefe Schläfenarterien, die vordere (Arteria temporalis profunda anterior) und hintere (Arteria temporalis profunda posterior), ausgebildet.
Die Schläfenarterien entspringen dem zweiten (intermuskulären) Abschnitt der Arteria maxillaris. Sie ziehen unter dem Musculus temporalis dorsal und versorgen diesen Muskel.